# 東所羅門海戰
東所羅門海戰也稱為斯圖爾特島戰役，在日本方面，稱為第二次所羅門海战，發生在1942年8月24日—1942年8月25日，亦是第二次世界大戰太平洋戰爭中第3次航母戰役和瓜達爾卡納爾島戰役期間美國海軍與日本帝國海軍之間的第2大戰鬥。自從珊瑚海戰役和中途島戰役以來，雙方的艦艇即未曾在目視距離內交戰。反之，雙方所有的攻擊均是由艦載機或陸基飛機實施。
美國和日本帝國的海軍戰鬥水面艦艇在多次空襲中都蒙受損失，之後退出戰區，沒有任何一方取得決定性勝利。然而，美國與其盟友顯然比日本獲得了更大的戰術和戰略優勢，因為盟軍部隊遭受較日軍為少之損失，而日軍失去了大量的飛機，而更關鍵的是無法取代的經驗豐富的飛行員。此外，日本用於增援瓜達爾卡納爾島的部隊遭到阻延，最後由軍艦而非運輸船運送，給予了盟軍更多的時間應付日軍的反攻和阻止日軍卸下重型火砲、彈藥、和其他後勤物資，大大地幫助盟軍的陸上戰鬥。

## 背景
在1942年8月7日，盟軍部隊（主要是美國）在所羅門群島的瓜達爾卡納爾島、圖拉吉島，和佛羅里達群島登陸。在該群島登陸意在防止日本人將其作為基地使用以威脅美國和澳大利亞之間的供應路線，並確保以該島作為孤立日本主要基地拉包爾為最終目標的行動起點，同時也支援盟軍的新幾內亞戰役。該登陸行動開始了長達6個月之久的瓜達爾卡納爾島戰役。

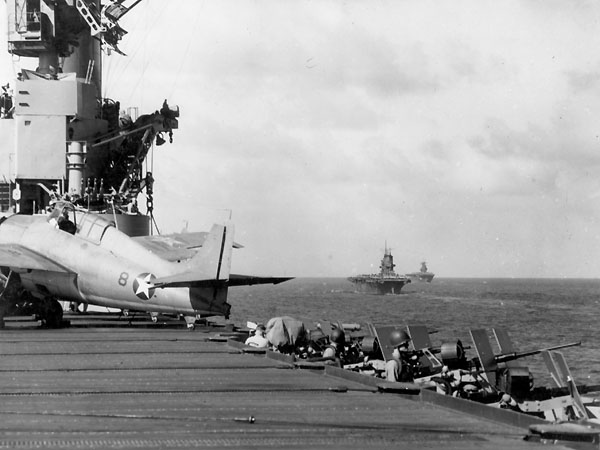
1942年8月12日，美軍航空母艦胡蜂號（前）、薩拉托加號、及企業號（後）瓜達爾卡納爾以南的太平洋上執行任務

盟軍的登陸是得到3支美國航空母艦特混艦隊的直接支援：第11特混艦隊（薩拉托加號）、第16特混艦隊（企業號）、和第18特混艦隊（胡蜂號），各自附屬的航空聯隊，及支援水面艦，包括戰艦、巡洋艦和驅逐艦。3支航空母艦特混艦隊的總指揮官是法蘭克·傑克·弗萊徹海軍中將，他的旗艦是薩拉托加號。從3艘航空母艦起飛的飛機為入侵部隊提供近距離空中支援及阻擊來自拉包爾的日軍空襲。登陸成功後，艦隊仍然留在南太平洋地區，負責保護盟軍在新喀里多尼亞和聖靈島主要基地的補給線、支援盟軍地面部隊在瓜達爾卡納爾島和圖拉吉島、阻擊任何日軍的反攻，掩護在瓜達爾卡納爾島的供應船隻，並消滅進入該區範圍內的任何日本軍艦。
8月15日至8月20日，美國航空母艦運送戰鬥機和轟炸機到瓜島上新建成的亨德森機場。亨德森機場和駐紮在那裡的飛機很快就開始影響到日本在所羅門群島的軍隊調動，令在南太平洋地區日本航空兵的減員。事實上，盟軍控制亨德森機場成為整個瓜達爾卡納爾島戰役的關鍵因素。
盟軍在所羅門群島的攻勢出乎日軍意料，日本海軍（由山本五十六海軍大將指揮）和陸軍準備反攻，其目的是將盟軍逐出瓜達爾卡納爾島和圖拉吉島。反攻行動稱為「加號行動」（「加」來自瓜達爾卡納爾島日語发音的第一個音節）。日本海軍的另一個目的是摧毀盟軍在南太平洋地區的艦隊，尤其是美軍航母。

## 戰況

### 序幕
一支載有1,411名隸屬一木支队的日軍士兵以及數百名隸屬第5橫須賀海軍特別陸戰隊士兵的艦隊，包括3艘慢速運輸船，在8月16日離開日本在特魯克的主要基地，前往瓜達爾卡納爾島。 該運輸船隊由田中賴三海軍少將率領的旗艦輕巡洋艦神通號、8艘驅逐艦和4艘巡邏艇負責護航，同時由三川軍一海軍中將指揮，包括4艘重巡洋艦的第8艦隊亦由拉包爾出發，以作為一支“密接護航艦隊”支援該運輸船隊。  這些巡洋艦曾在之前的薩沃島海戰中擊敗盟軍海軍水面艦隊。田中計劃他運輸船隊上的陸戰隊於8月24日在瓜達爾卡納爾島登陸。

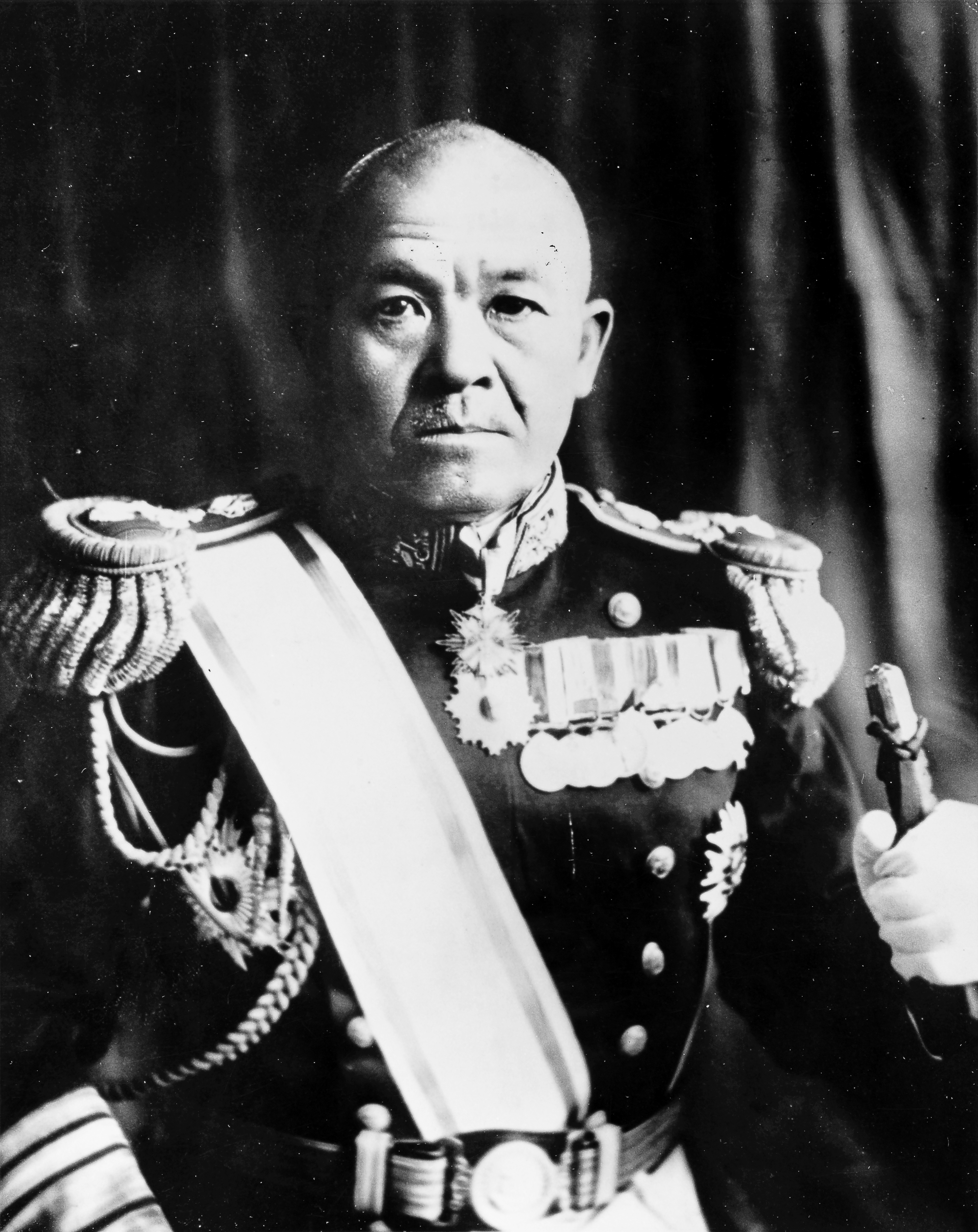
日本海軍中將南雲忠一

8月21日，其餘參與加號行動的日本海軍部隊離開特魯克，前往所羅門群島南部。這些艦隻分為三組：“主力”包括日本航空母艦翔鶴號和瑞鶴號、輕型航空母艦龍驤號，加上護航部隊的1艘重巡洋艦和8艘驅逐艦，由南雲忠一海軍中將坐鎮在翔鶴號指揮；“前鋒部隊”包括2艘戰艦、3艘重巡洋艦、1艘輕巡洋艦和3艘驅逐艦，由阿部弘毅海軍少將指揮；“進攻部隊”包括1艘戰艦、5艘重巡洋艦、1艘輕巡洋艦、6艘驅逐艦和1艘水上飛機航空母艦（千歲號），由近藤信竹海軍中將指揮。最後，1支駐拉包爾和附近島嶼的大約100架日本海軍陸基轟炸機、戰鬥機及偵察飛機，將支援作戰。南雲的主力部隊將航行在前鋒部隊和進攻部隊背後，以便更容易在美軍偵察機下保持隱藏。
加號計劃要求，無論是由日軍偵察飛機發現美國航空母艦，或美國航空母艦對日軍水面艦艇發動攻擊，南雲的航空母艦將立即攻擊消滅它們。當美國航空母艦被消滅或失去作戰能力後，阿部弘毅的前鋒部隊和近藤的進攻部將通過水面艦艇戰鬥靠近和摧毀剩下的盟國艦隊在地面行動。日本海軍力量也就可以自由地實施轟炸壓制亨德森機場，同時掩護登陸的日軍地面部隊奪回瓜達爾卡納爾島和圖拉吉島。
第三艦隊無疑是以航空母艦為主力，但根據日本海軍的規定，近藤因爲是南雲的先任而統率全艦隊。雖説如此，近藤和南雲的司令部之間並沒有進行情報交換或者是戰術上的合作演練。
8月19-20日，美國海軍陸戰隊突遭日軍襲擊，泰納魯河戰役打響。作爲回應，弗萊徹率領美軍航空母艦特混艦隊在8月21日從瓜島以南400英里（640）外趕回。美軍航空母艦準備支援海軍陸戰隊、保護亨德森機場、打擊和摧毀任何前來支援瓜島日軍地面部隊之日本海軍艦隊。

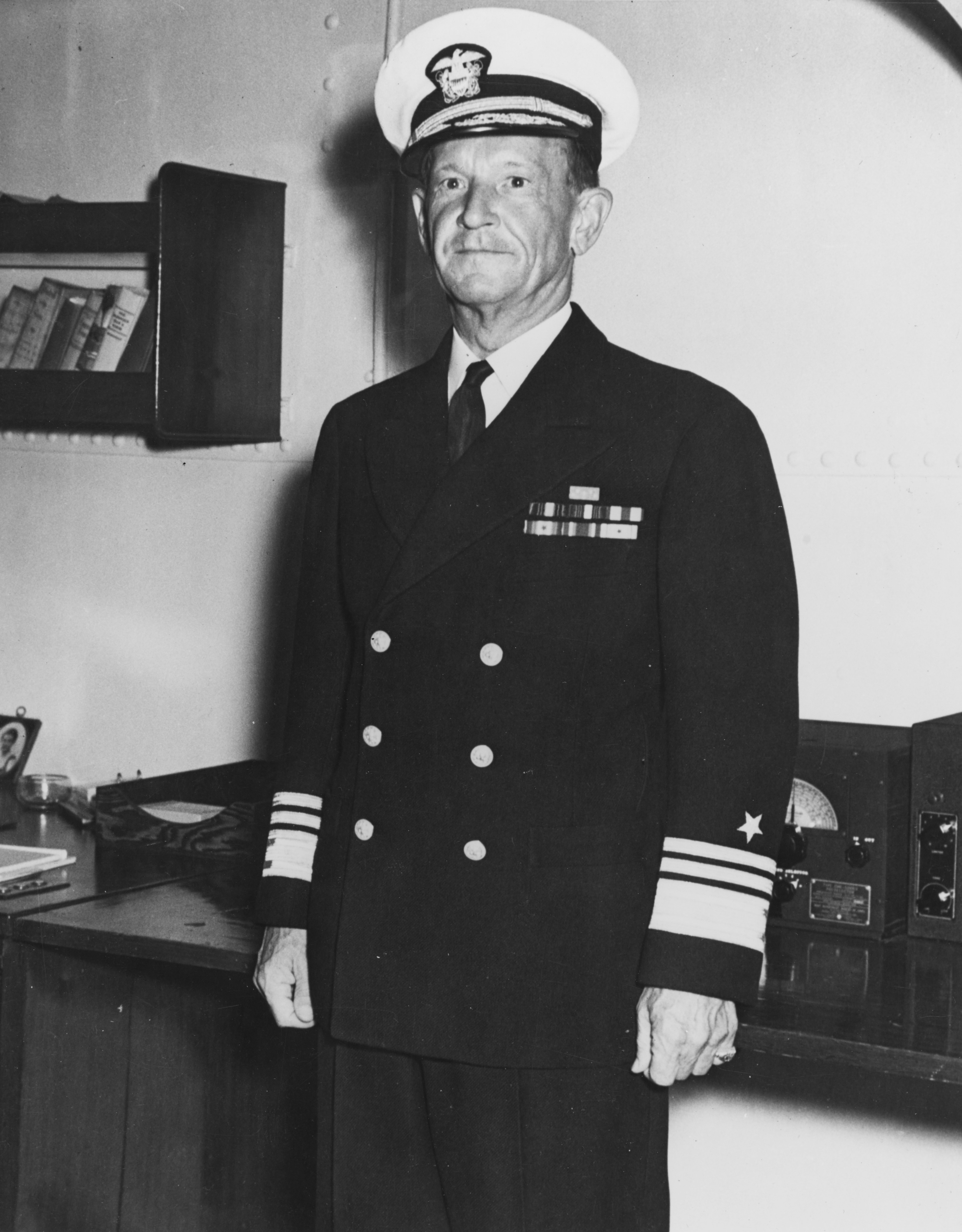
美國海軍上將法蘭克·傑克·弗萊徹

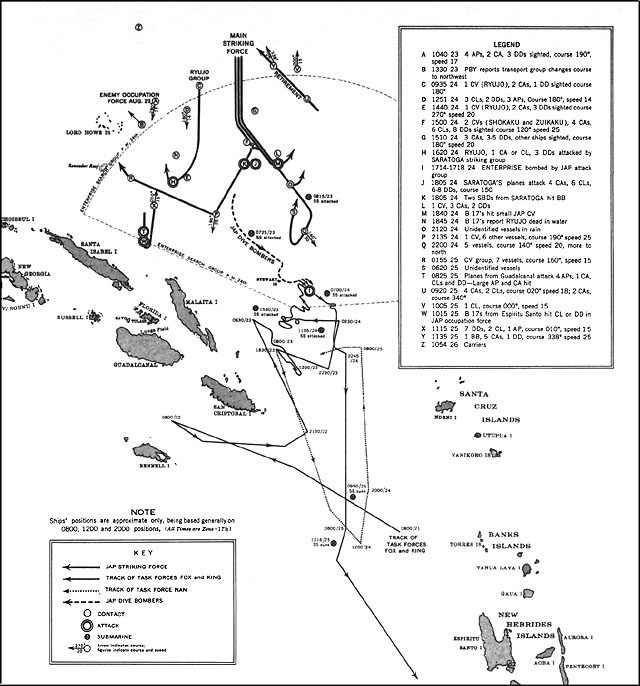
美國海軍從1943年的地圖顯示日本（上方）和盟國（下方）海軍部隊由1942年8月23日至8月26日戰役期間的路徑和行動。瓜達爾卡納爾島是在地圖上中間偏左的大型、大致呈橢圓形的島嶼

盟國和日本的海軍部隊在8月22日互相靠近。雙方都進行了大量的偵察行動，但都沒有發現對方。由於有至少1架偵察機失踪（在發出無線電信號前被企業號的艦載機擊落），日本強烈懷疑美國的航空母艦在該地區。 但是，美軍不知道正在靠近的日軍水面艦隊之位置和實力。
8月23日早上9時50分，美軍1架以聖克魯斯群島恩代尼島為基地的PBY卡特琳娜水上飛機發現了田中的艦隊。由薩拉托加號及亨德森機場起飛的2批飛機攻擊田中的艦隊。但是，田中深知他被發現後將會遭到攻擊，遂於水上飛機離開後即反向行駛，從而避開了美軍空襲。田中向他的上級報告稱其因轉向北方以避開空襲而延誤時間，登陸部隊需遲至8月25日方可於瓜達爾卡納爾島登陸。到8月23日下午6時23分，由於沒有發現任何日軍航空母艦，在該地區亦未有新的目擊報告，弗萊徹遣回了缺乏燃料的胡蜂號，第18特混艦隊其餘艦艇亦隨行向南到距離兩日外的埃法特島加油。因此，胡蜂號和其護航軍艦錯過了即將到來的戰鬥。

### 8月24日航空母艦的戰鬥
8月24日凌晨1時45分，南雲下令原忠一海軍少將率領輕型航空母艦龍驤號，隨同重巡洋艦利根號，驅逐艦天津風號和時津風號，先於日軍的主力部隊航行，並派出飛機在黎明時分對亨德森機場展開攻擊。龍驤號的任務是應在拉包爾的海軍司令塚原二四三的請求，為對壓制亨德森機場的聯合艦隊提供支援。南雲的目的是把原忠一的艦隊作為誘餌轉移美軍的注意力，使其餘的日本艦隊可以在未美軍被發現下接近美軍艦隊以及為田中的艦隊提供保護和掩護。翔鶴號和瑞鶴號的大多數飛機已準備就緒，一旦發現美軍航空母艦所在，將可以在短時間內出動。
早上5時55分和6時30分，美國航空母艦（主要是企業號）出動了偵察機以尋找日本海軍艦隊，從恩代尼島起飛的PBY卡特琳娜水上飛機也加入偵察。
9時35分，一架PBY卡特琳娜水上飛機首次發現龍驤號的艦隊。隨後在上午晚些時候，由美國航空母艦及其它部隊起飛的偵察機又數度發現龍驤號，以及近藤及三川的艦隊。整個上午和下午早些時候，美軍飛機還發現幾架日軍偵察飛機和潛艇，令弗萊徹認為日軍知道了他的航空母艦的位置，不過實際上日本人還沒有發現他。弗萊徹没有马上下令攻擊龍驤號，因爲他還不能確信沒有其他日本航空母艦在該地區。最後，沒有收到確鑿的報告表明其它日本航空母艦的存在或者位置，於是弗萊徹在下午1時40分從薩拉托加號出動38架飛機對龍驤號發起攻擊。但是，他依然保留了部分已準備好的飛機，以防任何日本艦隊航空母艦出現。
中午12時20分，龍驤號出動6架九七式艦上攻擊機和15架零式艦上戰鬥機聯同由拉包爾起飛的24架一式陸上攻擊機和14架零式攻擊亨德森機場。不過，龍驤號出動的飛機並不知道，來自拉包爾的飛機因爲遇到惡劣天氣，已經在11時30分返回自己的基地。龍驤號的飛機在飛向瓜達爾卡納爾島時被薩拉托加號上的雷達截獲，使得美軍進一步確定了即將遭到攻擊的龍驤號的位置。龍驤號的飛機在下午2時23分抵達了亨德森機場的上空，在轟炸時與亨德森機場的戰鬥機（仙人掌航空隊的成員）纏鬥。共有3架九七式艦上攻擊機、3架零式艦上戰鬥機和3架美軍戰鬥機被擊落，並沒有對亨德森機場造成明顯的損壞。
下午2時25分，從巡洋艦筑摩號起飛的日本偵察機發現美國航空母艦。雖然該機被擊落，但其報告已及時送出，南雲立即命令從翔鶴號和瑞鶴號出動飛機發起攻擊。第1波飛機的27架九九式艦上轟炸機和15架零式艦上戰鬥機，在下午2時50分起飛前往攻擊企業號和薩拉托加號。第三艦隊沒有告知第二艦隊以及聯合艦隊司令部攻擊隊已經出發的消息，導致在附近的第二艦隊對敵軍位置一無所知，只有第三艦隊獨自行動。南雲在第一波攻擊機隊出發後解除了無綫電靜默，向第十一艦隊及以下的前衛艦隊下令“今晚以夜戰消滅敵軍”。近藤只收到“繼第一第二次攻擊後發起第三次夜間魚雷攻擊。以前衛夜戰消滅敵軍”的報告，以此來推測美軍位置，下達向南進擊的命令。
與此同時，2架美國偵察機最終發現日本主力艦隊。不過，由於通信問題，這些目擊報告一直沒有送到弗萊徹那裡。這2架美國偵察機離開該地區前攻擊了翔鶴號，造成輕微破壞。
第2波的27架九九式艦上轟炸機和9架零式艦上戰鬥機在下午4時由日本航空母艦起飛往南飛向美國航空母艦。阿部的前衛部隊也迅猛前進，預定在入夜後與美國軍艦進行水面交戰。

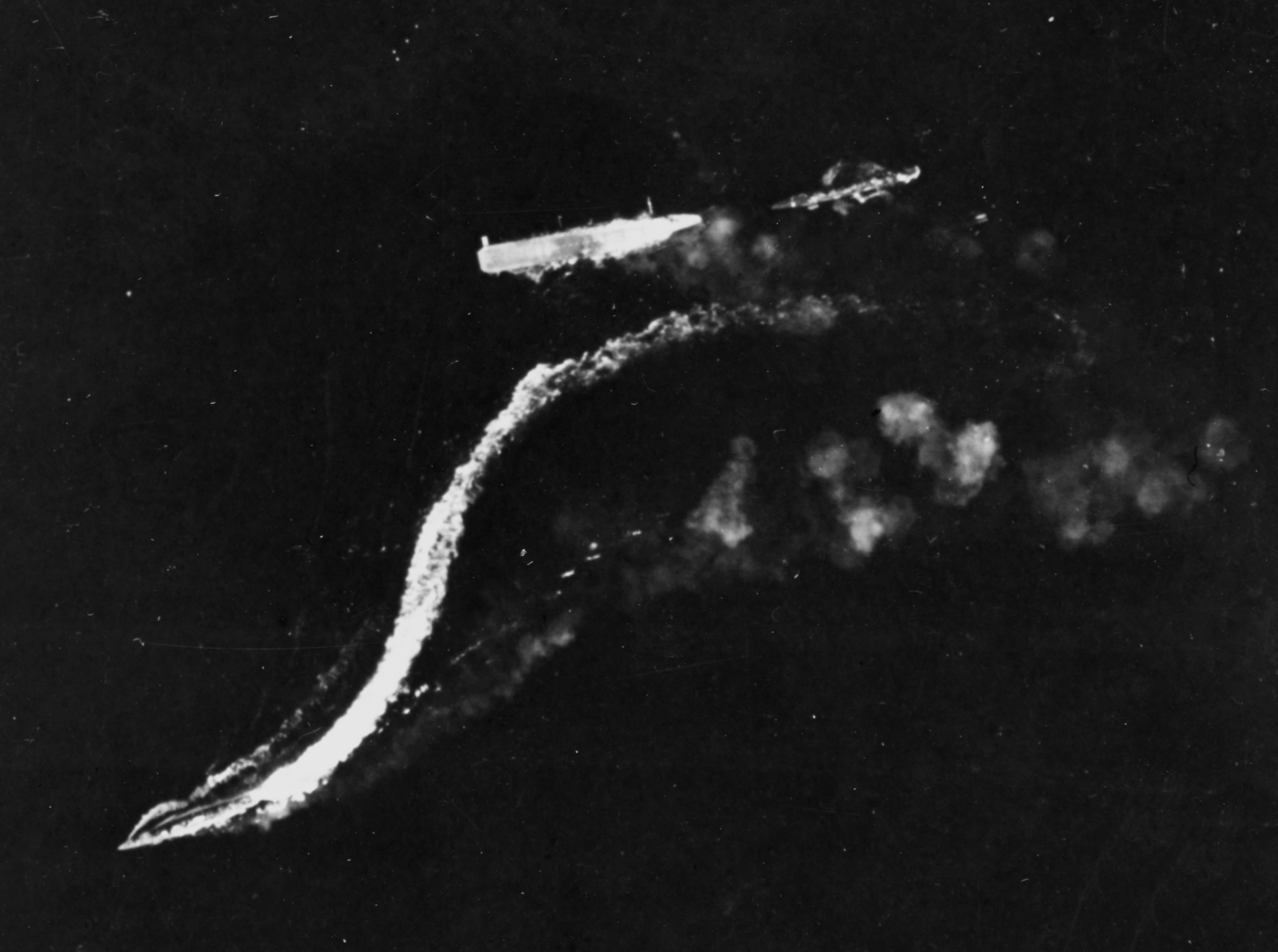
從高空的B - 17轟炸機上看見失去作戰能力的龍驤號（在右中），它在1942年8月24日被轟炸。天津風號驅逐艦（中心底部）已逐漸全速遠離龍驤號及時津風號（依稀可見，右中）從龍驤號後退以避開B-17投下的炸彈

與此同時，薩拉托加號的攻擊隊開始攻擊龍驤號，有3至5枚炸彈擊中，此外還可能有1枚魚雷命中，殺死了120名乘員。此外亦有幾架B-17轟炸機攻擊已經癱瘓的龍驤號，但沒有造成傷害。龍驤號受嚴重破壞，船員在傍晚棄船，它不久後沉沒。天津風號和時津風號打撈龍驤號的倖存者以及回航攻擊機隊中在附近海面上迫降的機組人員。救援行動完成後，兩艘驅逐艦和利根號重新加入南雲的主力艦隊。
下午4時02分，美國航空母艦仍然在等待日本艦隊航空母艦的準確位置，此時雷達發現了日軍第1波攻擊機群。53架F4F戰鬥機由兩艘航空母艦起飛，依靠雷達引導飛向攻擊機隊。但是由於通信問題、飛機雷達敵我識別功能的限制、原始的控制程序，以及日軍零式戰機成功護衛了轟炸機等原因，使得只有少數的美軍戰鬥機能够在九九艦爆機攻擊美國航空母艦前阻擊它們。就在日軍轟炸機開始襲擊時，企業號和薩拉托加號正在清空甲板，發射已經準備就緒、用來攻擊日本航母的飛機。這些飛機得到的命令是向北飛行，攻擊一切他們找到的目標，或者飛出戰區外圍，直到可以安全返航爲止。

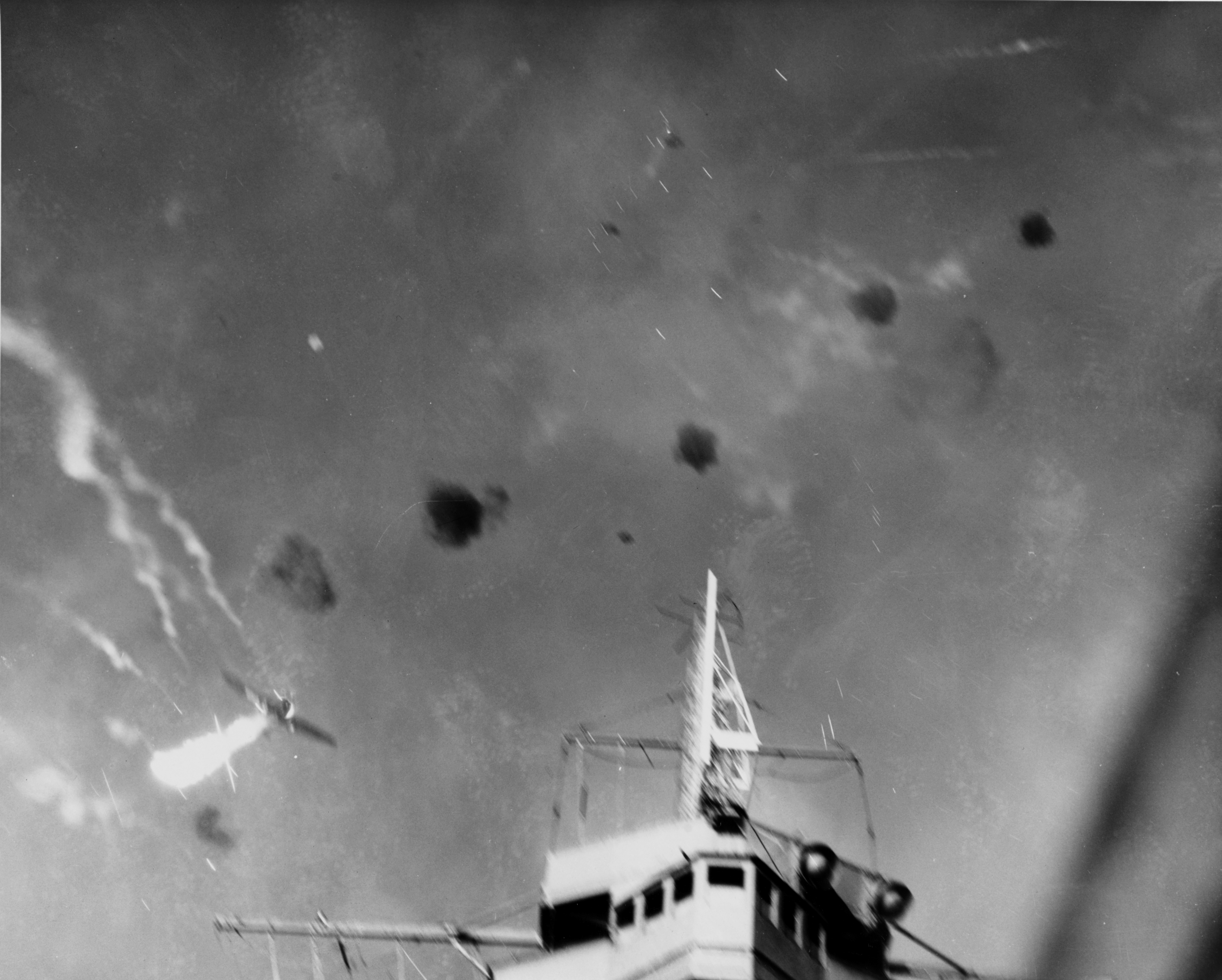
1架日本九九式艦上轟炸機，相信是由吉弘飯駕駛，直接被企業號的防空炮火擊落

下年4時29分，日本轟炸機開始攻擊。有幾架轟炸機試圖攻擊薩拉托加號，但他們迅速調整攻擊目標，改爲攻擊更近的企業號，導致企業號幾乎承受了所有的攻擊。數架野貓式戰鬥機尾隨正在俯衝的九九艦爆機，而不顧從企業號和它的護航軍艦發射猛烈的防空炮火，孤注一擲地試圖攔截日機。共有4架野貓式戰鬥機及數架九九式艦上轟炸機被美軍防空炮火擊落。
由於來自美軍艦艇有效的防空炮火，加上迴避動作，頭9架九九式艦爆機的炸彈未能擊中企業號。然而，在下午4時44分，1枚延时引信穿甲彈穿透了後部升降機附近的飛行甲板，通過3層甲板後在吃水線下面爆炸，殺死35人，另有70人受傷。湧入的海水造成企業號輕微傾斜，但它并没有嚴重破壞船體的完整。
僅30秒後，另一架九九艦爆機投下炸彈，在之前的命中處僅15英尺（4.6）距離處爆炸，引發了附近一門5英寸（127）砲的彈藥爆炸。強烈的爆炸殺死了35名砲手並引起大火。

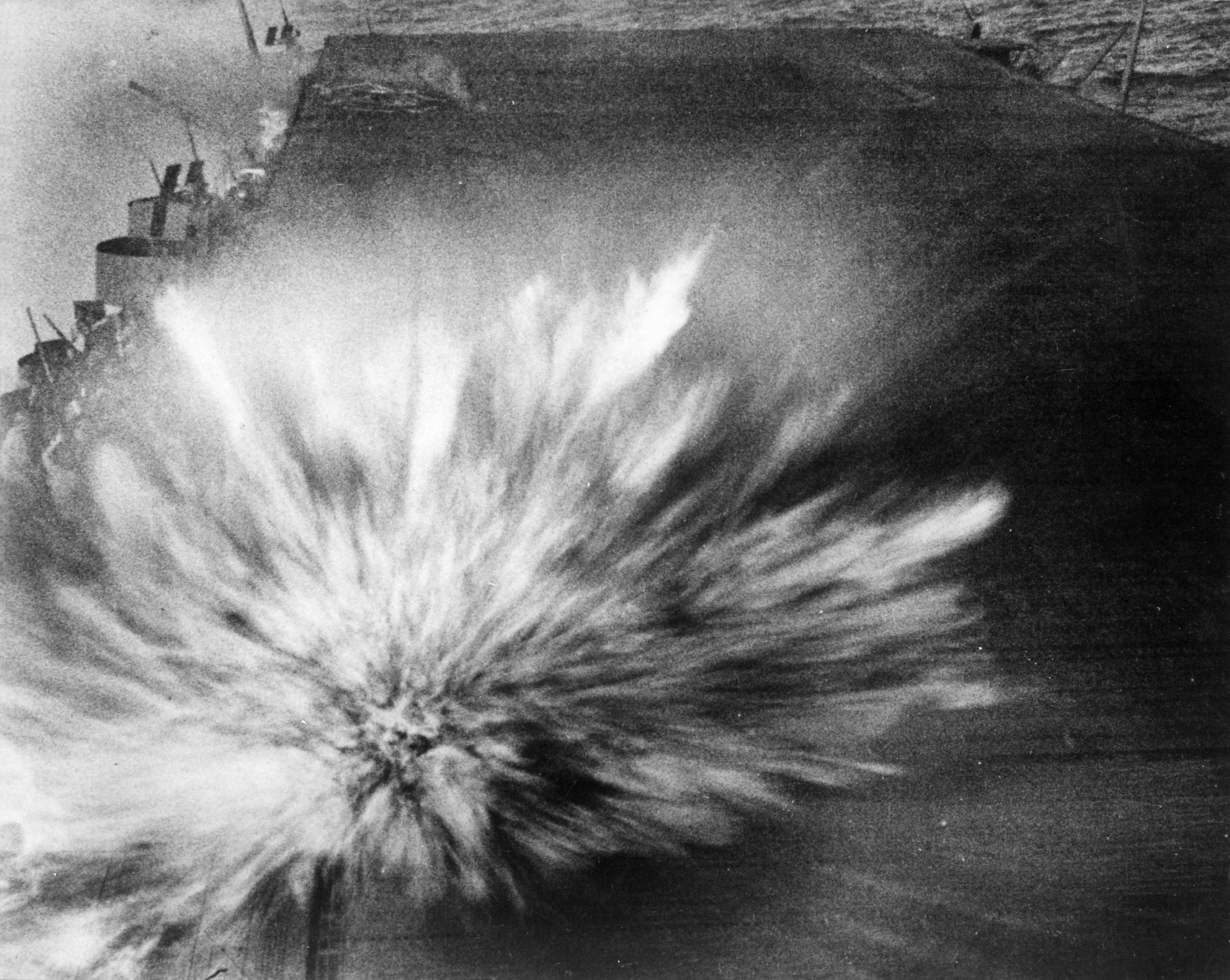
第3枚也是最後1枚炸彈，被由堀江和美駕駛的飛機投下擊中企業號，造成輕微破壞，他本人則在該次攻擊中陣亡。因先前2次炸彈命中引起的煙霧可以在圖片的左上角看到

大約1分鐘後，下午4時46分，第3次，也是最後1枚炸彈擊中企業號的飛行甲板上及位置在第1及2枚炸彈擊中部位前面。這次在命中後立即發生爆炸，在甲板上造成一個10英尺（3.0）的大洞，但沒有造成進一步的損害。4架錯過攻擊企業號的九九艦爆機隨即掉頭攻擊美軍戰列艦北卡羅來納號，但沒有命中目標。這4架飛機均被防空炮火和美軍戰鬥機擊落。襲擊在下午4點48分結束，倖存的日軍飛機重新編成小組，返回它們的艦艇。
雙方都誤以爲己方對敵軍造成了比實際情況更大的損害。美軍聲稱擊落70架日軍飛機，但是日軍只有42架飛機參戰。日本的實際損失方面，事後根據各種渠道推測為損失25架飛機，其中大部分機員都沒能獲救。日本錯誤地認為他們已經重創兩艘航空母艦，但事實上只擊傷了一艘。美軍損失了6架飛機，大部分機員獲救。
雖然企業號遭到嚴重破壞及著火，它的損管隊伍在戰後一小時就完成了必要的搶修，在下午5時46分恢復飛行作業。下午6時05分，擊沉龍驤號的攻擊機隊返回薩拉托加號，降落時沒有出現重大事故。第2波日軍飛機在6時15分接近美國航空母艦，但因為通信問題無法找到美軍艦隊，並在沒有攻擊任何美軍艦艇下返回自己的航空母艦，更因意外事件損失了5架艦載機。在第1波日軍飛機攻擊前起飛的美軍艦載機大多數沒有發現任何目標。但是，5架來自薩拉托加號的TBF復仇者式轟炸機發現近藤的進攻艦隊，攻擊了水上飛機航空母艦千歲號，命中近失彈兩枚，對這艘缺乏裝甲的艦艇造成了嚴重破壞。黃昏後，美軍艦載機降落在亨德森機場或回到自己的航空母艦上。美軍艦艇退向南方，避開日軍戰艦的進攻。事實上，阿部的前衛艦隊和近藤的進攻艦隊正向南前進，試圖用水面戰鬥攻擊美軍航空母艦特混艦隊，但它們未能發現美軍艦艇，在午夜返航。南雲的主力艦隊，由於艦載機損失過多，加上燃料不足，也撤向北面。

### 8月25日的戰鬥
8月24日-25日，第30驅逐隊司令安武史郎大佐率領5艘驅逐艦（睦月號、彌生號、陽炎號、江風號和磯風號）炮擊亨德森機場，但沒取得什麽效果。
由於相信2艘美國航空母艦遭受嚴重破壞，田中的增援艦隊再次開往瓜達爾卡納爾，並與北上的第30驅逐艦隊會合。到8月25日早上8時，只距離目的地150英里（240）。
早上8時05分，18架從亨德森機場起飛的美軍飛機攻擊田中的艦隊，對神通號造成嚴重破壞，造成24名船員陣亡，田中也陷入昏迷。該艦隊的運輸艦金龍丸也被擊中，並最終沉沒。日本驅逐艦睦月號向金龍丸靠近，救起船上的船員及搭載的士兵，但遭到4架來自聖靈島的美軍B-17轟炸機的攻擊，5枚炸彈直接命中或者近失，睦月號立即沉沒。田中虽然一度昏迷但沒有受傷，苏醒后他將旗艦移至驅逐艦陽炎號，命令驅逐艦涼風號護送神通號返回特魯克，並命令艦隊開往肖特蘭群島的日軍基地。
美日雙方均決定從該地區撤出所有的軍艦，從而結束了戰鬥。日本艦隊在所羅門群島北部附近、亨德森機場的美軍飛機航程以外地區徘徊，最終在9月5日返回特魯克。

## 結果

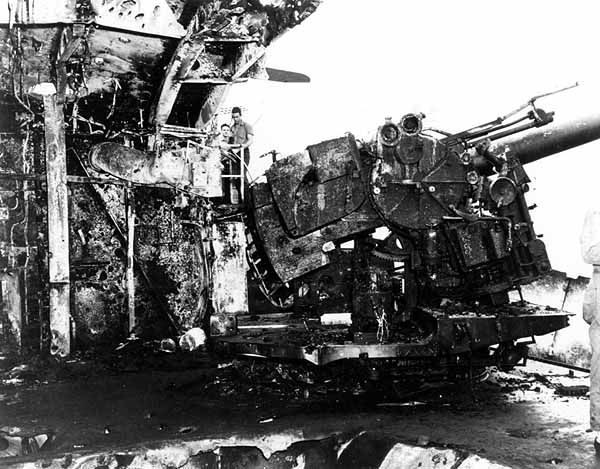
在企業號上被燒毀的5 in炮塔，攝於該戰役後

這場戰役被普遍認為美國獲得或多或少的戰術和戰略上的勝利，因為日本失去了更多的艦隻、飛機和機組人員，以及日軍向瓜達爾卡納爾島的增援行動被推遲。總結該戰役的意義，歷史學家理查德·弗蘭克說，
東所羅門海戰無疑是美國的勝利，但除了訓練有素的日本航空母艦飛行員進一步減少外，長期的影響很小。無法利用慢速運輸艦運送的（日本）增援部隊不久將通過其他方式到達瓜達爾卡納爾島。
美軍在戰鬥中只損失了7名飛行員。然而，日本失去了61個經驗豐富的飛行員，對日本來說他們是難以替代的，因為他們已制度化的海軍飛行人員培訓計劃能力有限和缺乏訓練有素的後備役人員。 在田中艦隊上的陸戰隊員，後來在肖特蘭群島轉上驅逐艦，並分批地運送，他們的大部分沒有重型裝備，於1942年8月29日開始到達瓜達爾卡納爾島。
亨德森機場顯示出其戰略價值，在8月28日一次個單獨的增援行動中，日軍驅逐艦朝霧號在瓜達爾卡納爾島以北70英里（110）的海槽被以該機場為基地的美軍飛機擊沉和另外兩艘日軍驅逐艦遭到嚴重破壞。島上的爭奪戰在隨後2個月陷入僵局，其中焦點是發生在9月13日於埃德森嶺上激烈的陸戰和在10月初在埃斯佩蘭斯角有大型水面艦艇參與的戰事。
企業號前往珍珠港作大規模維修，於1942年10月15日修復。 它在10月24日回到南太平洋，正好趕上聖克魯斯群島戰役和與翔鶴號和瑞鶴號再次戰鬥。

## 附錄
1. ↑  Frank, Guadalcanal, 166–174.  美國航空母艦上共有154架飛機進行戰鬥，另外22架戰鬥機或攻擊機來自瓜達爾卡納爾島上亨德森機場的仙人掌航空隊。在“176架”的數字不包括的在聖靈島上的B-17轟炸機或總部設在聖克魯斯群島的卡塔利娜水上飛機。
2. ↑  Frank, Guadalcanal, 166–174（記載171架）及Lundstrom, Guadalcanal Campaign, 106（記載177架）.  這個數字不包括駐在拉包爾日軍飛機或從日本戰列艦、巡洋艦和水上飛機航空母艦千歲號的偵察飛機或在所羅門群島其他地方的日軍飛機。
3. ↑  Frank, Guadalcanal, 191–192.
4. ↑  Frank, Guadalcanal, 191–193, 沒有已知的記錄存在，記錄沉沒的金龍丸和被破壞的千歲號和其他日本艦隻的傷亡人數。但是，已知的傷亡人數：120人陣亡來自龍驤號、40人來自六木號、24人來自神通號（Parshall,  （页面存档备份，存于））、6人來自翔鶴號及約100名飛行員。日本飛機損失總數包括33架零式艦上戰鬥機、23架九七式艦上攻擊機、8架九九式艦上轟炸機、7架偵察機、1架貝蒂轟炸機、2架二式飛行艇及1架九七式飛行艇。
5. ↑  Hogue, Pearl Harbor to Guadalcanal, p. 235–236.
6. ↑  Hammel, Carrier Clash, 150. 並非所有的艦艇都是美國軍艦，配屬到附加到第18特混艦隊的第44特混艦隊，由維克多·亞歷山大·查爾斯·克拉奇利指揮，及包括澳大利亞皇家海軍巡洋艦澳大利亞號和霍巴特號（來源：Lundstrom, Guadalcanal campaign, p. 96 and 99）。
7. ↑  Hammel, Carrier Clash, 41–42.
8. ↑  Hammel, Carrier Clash, 43–99.
9. ↑  Lundstrom, Guadalcanal Campaign, 89 and Hammel, Carrier Clash, 106.
10. ↑  Hammel, Carrier Clash, 111–129.
11. ↑  Hammel, Guadalcanal: Decision at Sea, 400
12. ↑  Hammel, Carrier Clash, 121.
13. ↑  Evans, Japanese Navy, 161–162, 169, Smith, Bloody Ridge, 33–34.  田中說他共有1,000名陸戰隊士兵。
14. ↑  Frank, Guadalcanal, 159, Evans, Japanese Navy, p. 160–162.  田中的神通號和日本驅逐艦陽炎號已經在8月11日離開日本在特魯克的基地以針對盟軍在瓜達爾卡納爾島的登陸。在特魯克，田中被授予指揮瓜達爾卡納爾島增援部隊（後來被盟軍稱之為東京快車），是隸屬日本海軍第八艦隊及其艦艇被分配專責給在瓜達爾卡納爾島的日軍部隊提供增援。其4艘巡邏艇包括前驅逐艦島風號、灘風號、鈴木號和蔦號被轉為負責運送部隊。3艘運輸艦分別是金龍丸、波士頓丸和大福丸。來自一木支队的“第1戰鬥群”的917名士，包括一木本人，在8月19日早上由6艘驅逐艦運送至瓜達爾卡納爾島。
15. ↑  Hammel, Carrier Clash, 122.
16. ↑  Coombe, Derailing the Tokyo Express, p. 55, Hammel, Carrier Clash, 148.
17. ↑  Frank, Guadalcanal, 167–172.
18. ↑  Hammel, Carrier Clash, 123.
19. ↑  Frank, Guadalcanal, 160.
20. ↑  Hammel, Carrier Clash, 124–125, 157.
21. ↑  #草鹿回想155-156頁
22. ↑  #草鹿回想169頁
23. ↑  Hammel, Carrier Clash, 147.
24. ↑  Office of Naval Intelligence, Battle of the Eastern Solomons, 47
25. ↑  Hammel, Carrier Clash, 154–156.
26. ↑  Hammel, Carrier Clash, 158; 早在8月22日，美軍驅逐艦布魯號（英语：USS Blue (DD-387)）被日軍驅逐艦江風號以魚雷在瓜達爾卡納爾島附近擊沉。當時江風號與另一艘驅逐艦夕凪號一同被田中派來試圖阻止盟軍艦隊運送補給品到島上。布魯號遭到嚴重損壞，有8名船員死亡，次日沉沒於圖拉吉島附近（09°17′S 160°02′E / 9.283°S 160.033°E）。因為此行動是分開發生的，通常不被視為於8月24日-25日直接戰鬥造成的損失結果。（Evans, Japanese Navy, p. 165, Frank, Guadalcanal, 163–166 and Coombe, Derailing the Tokyo Express, 56–57）
27. ↑  Evans, Japanese Navy, p. 165–166, Lundstrom, Guadalcanal Campaign, p. 103, Frank, Guadalcanal, 161–165, 以及Hammel, Carrier Clash, 160–167。
田中這一天接到互相矛盾的命令。三川命令他轉向北方，以避開盟軍的空襲，並於8月25日登陸，但三川的上司、在拉包爾的第11航空艦隊司令塚原二四三（日语：塚原二四三）下令田中在8月24日登陸，田中回答說，當時已是不可能。顯然塚原和三川沒有協調他們的命令。
28. ↑  Hammel, Carrier Clash, 168.
29. ↑  Lundstrom, Guadalcanal Campaign, p. 102, Coombe, Derailing the Tokyo Express, p. 67.
30. ↑  Hara, Japanese Destroyer Captain, 107–115
31. 1 2  Frank, Guadalcanal, 176
32. ↑  Hammel, Carrier Clash, 168–175.
33. ↑  Hammel, Carrier Clash, 175–184.
34. ↑  Lundstrom, Guadalcanal Campaign, 116 and Hammel, Carrier Clash, 175, 186–187 and 192–193.
35. ↑  Lundstrom, Guadalcanal Campaign, 119 and Hammel, Carrier Clash, 188–191.
36. ↑  #戦藻録（九版）171頁
37. ↑  #吉田比叡147頁
38. ↑  #吉田比叡149-150頁
39. ↑  Lundstrom, Guadalcanal Campaign, 123 and Hammel, Carrier Clash, 202–208.
5架零式艦上戰鬥機因為美軍偵察機的攻擊返回保護日本航空母艦。從聖靈島起飛的7架B-17轟炸機在下午5時50分至6時19分之間攻擊瑞鶴號和翔鶴號，但除了擊落1架零式艦上戰鬥機外沒有造成任何破壞（Frank, Guadalcanal, 177）
40. ↑  幾架龍驤號的零式戰鬥機在墜入大海前攻擊了這些B-17轟炸機，造成一些損傷，但沒有擊落任何1架轟炸機。後來這些B-17轟炸機返回在聖靈島的基地，其中1架在著陸時墜毀，造成4名機員陣亡。這4名陣亡人員計算入該戰役的總傷亡人數內。
41. ↑  Hammel, Carrier Clash, 209–225.
42. ↑  Hammel, Carrier Clash, 226–232, 240–245 and Lundstrom, Guadalcanal Campaign, 127.
43. ↑  Hammel, Carrier Clash, 233–235
44. 1 2  Lundstrom, Guadalcanal Campaign, 137.
45. ↑  Hammel, Carrier Clash, 240–262. 為企業號護航協助她在發射高射砲的攻擊日本的飛機的美軍艦隻，包括：戰列艦北卡羅來納號、重巡洋艦波特蘭號、輕巡洋艦亞特蘭大號和6艘驅逐艦。 （navweaps.com）
46. ↑  Hammel, Carrier Clash, 278–279
47. 1 2 3  Frank, Guadalcanal, 183
48. ↑  Hammel, Carrier Clash, 266–276 and Lundstrom, Guadalcanal Campaign, 137.
49. ↑  Hammel, Carrier Clash, 295
50. ↑  Frank, Guadalcanal, 185
51. ↑  Hammel, Carrier Clash, 300–305
52. ↑  Lundstrom, Guadalcanal Campaign, 157 and Hammel, Carrier Clash, 310–311
53. ↑  Frank, Guadalcanal, 187–188. 千歲號被拖回特魯克，然後返回日本修理，於1942年9月14日修復（Hackett, IJN Seaplane Tender CHITOSE: Tabular Record of Movement, Imperial Japanese Navy page,  （页面存档备份，存于））
54. ↑  Hammel, Carrier Clash, 318–319
55. ↑  Frank, Guadalcanal, 187, Hammel, Carrier Clash, 320
56. ↑  Evans, Japanese Navy, p. 167, Hammel, Carrier Clash, 324. 在埃文斯的田中命令早上6時起航，但這顯然是因為日本海軍艦隊使用日本標準時間。
57. ↑  Evans, Japanese Navy, p. 168–169, Coombe, Derailing the Tokyo Express, p. 58–59, Hammel, Carrier Clash, 326–327, Parshall, HIJMS JINTSU: Tabular Record of Movement, Imperial Japanese Navy page,  （页面存档备份，存于）. 神通號被迫返回日本修理，於1943年1月9日修復。
58. ↑  Hara, Japanese Destroyer Captain, 119
59. ↑  Hara, Japanese Destroyer Captain, 114–115
60. ↑  Frank, Guadalcanal, 193
61. ↑  Frank, Guadalcanal, 191–193.
62. ↑  Hara, Japanese Destroyer Captain, 118–119, Frank, Guadalcanal, 201–203, Peattie, p. 180 & 339.  損失的飛行員中，27人來自翔鶴號、21人來自瑞鶴號及13人來自龍驤號
63. ↑  Evans, Japanese Navy, p. 171, Frank, Guadalcanal, 199–200.
64. ↑  Frank, Guadalcanal, 191.
65. ↑  Frank, Guadalcanal, 370–371.

## 附加參考
- D'Albas, Andrieu. . Devin-Adair Pub. 1965. ISBN 0-8159-5302-X.
- Dull, Paul S. . Naval Institute Press. 1978. ISBN 0-87021-097-1.
- Lacroix, Eric; Linton Wells. . Naval Institute Press. 1997. ISBN 0-87021-311-3.
- Lundstrom, John B. . Annapolis, Maryland, USA: Naval Institute Press. 2006. ISBN 1-59114-475-2.
- Smith, Douglas V. . US Naval Institute Press. 2006. ISBN 1591147948.
- Stafford, Edward P.; Paul Stillwell (Introduction). . Naval Institute Press. 2002 (reissue). ISBN 1-55750-998-0.
- Stille, Mark. . New York: Osprey. 2007. ISBN 978-1-84603-248-6.

## 外部連結
- Chen, C. Peter. . World War II Database. 2006  [October 27, 2008]. （原始内容 (mdy)存档于2006年3月23日）.
- Fung, James. . Carrier. 2003  [October 27, 2008]. （原始内容 (mdy)存档于2011年6月5日）.
- Horan, Mark.  (mdy). Order of Battle.   [October 27, 2008]. （原始内容存档于2008-12-02）.
- Lanzendörfer, Tim.  (mdy). The Pacific War: The U.S. Navy.   [October 27, 2008]. （原始内容存档于2009-01-31）.
- Office of Naval Intelligence.  (mdy). Combat Narrative. Office of Naval Intelligence, United States Navy. 1943  [October 27, 2008]. （原始内容存档于2008-10-04）. Somewhat inaccurate on details, since it was written during the war.
- Shepherd, Joel.  (mdy). USS Enterprise CV-6. 1998–2003  [October 27, 2008]. （原始内容存档于2008-10-07）.
- Stekovic, Srdjan. . Carrier Battles in the Pacific - 1942. 1999–2003  [May 17, 2006]. （原始内容 (mdy)存档于2006年4月24日）.